# Кулачківці
Кула́чківці — село в Україні, у Гвіздецькій селищній громаді Коломийського району Івано-Франківської області.
У 2017 р. на базі місцевої загальноосвітньої школи I—II ступенів створили навчально-виховний комплекс, де проходитимуть дошкільне навчання дві групи дітей.

## Герб
Герб затверджений 3 грудня 1766р. У золотому щиті чорний повсталий грифон, з червоними очима, язиком і пазурами, що тримає у правій передній лапі срібний семираменний хрест.

## Населення

### Мова
Розподіл населення за рідною мовою за даними перепису 2001 року:

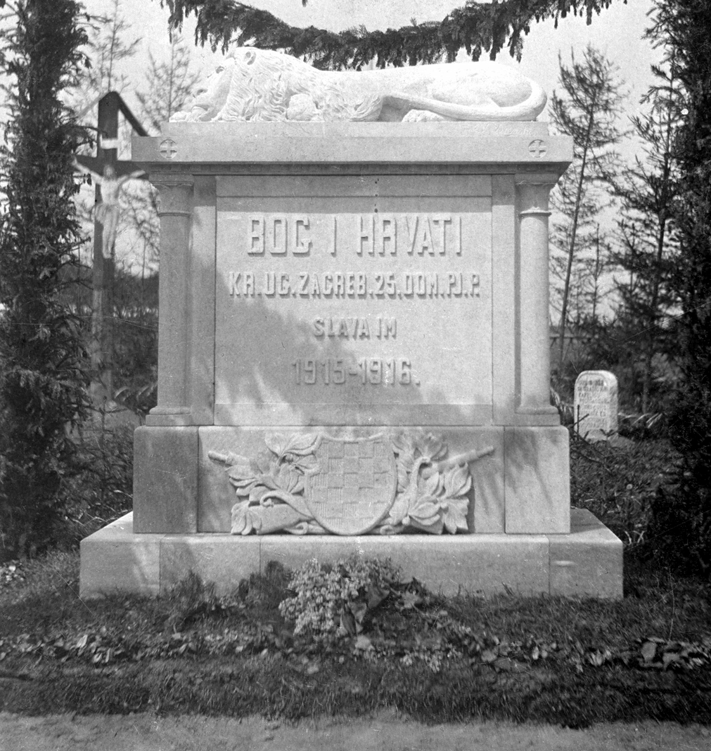
Пам'ятник загиблим військовим 25-го домобранського піхотного полку в с. Кулачківці (1916 р.).

| Мова       | Кількість | Відсоток |
| ---------- | --------- | -------- |
| українська | 1406      | 99.72%   |
| російська  | 4         | 0.28%    |
| Усього     | 1410      | 100%     |

## Відомі уродженці
- Буджак Михайло Васильович (нар. 1961 р.)— український письменник, журналіст, фольклорист, автор двох десятків книг.
- Далавурак Степан Васильович(1926, Кулачківці — 1995, Чернівці) — український педагог, громадський діяч. Лауреат літературної премії ім. Дмитра Загула (№ 1).
- Корбутяк Дмитро Михайлович (нар. 1911 — пом. 1995) — український журналіст, громадський діяч.
- Віктор Пашник (Шкрум) (нар. 1980) — український бандурист.
- Рафал Владислав Керницький — римо-католицький релігійний діяч, єпископ-помічник очільника Львівської архидієцезії, похований в крипті латинської катедри Львова.
- Богдан Федорак (1933—2021) — провідний член ОУН (б), в.о. Голови УДП після смерті Провідника Ярослава Стецька, громадсько-політичний діяч, Почесний консул України, заслужений український державник-міжнародник, пластун спортивно-військового куреня «Чорноморці» ім. Св. Миколая, засновник і довголітній Голова Українського культурного центру у Воррені, м. Детройт.
- Чопей Степан Іванович (1946—1988) — радянський футболіст, виступав на позиції нападника.